# جورج كلاريدج دروس
جورج كلاريدج دروس (1850-1932) (بالإنجليزية: George Claridge Druce)‏ هو عالم نبات بريطاني.